# Aguinaldo Secco
Aguinaldo Secco (Santos, 22 de setembro de 1937) é um ex-futebolista brasileiro que atuava como ponta-de-lança.

## Carreira
Após uma passagem no futebol amador pelo Flor do Norte FS, começou a jogar nas categorias de base do Jabaquara em 1955, aos 18 anos, como juvenil. Naquele ano, conquistou o título de Campeão Santista da categoria, derrotando a equipe do Santos Futebol Clube, de Pelé, com quem criou uma rivalidade.
Em 1959, foi contratado para jogar profissionalmente pelo Santos. Logo em sua estreia, substituiu Pelé, que estava contundido, e marcou dois dos 12 gols do placar de 12 a 1 contra a Ponte Preta, até hoje a maior goleada da história do clube. Apesar dos bons resultados apresentados em campo, sua rivalidade Pelé aumentava e, após se preterido da final do Campeonato Paulista de 1959, da qual o Santos viria a ser derrotado pelo Palmeiras, insatisfeito, decidiu não atuar mais pelo Alvinegro e deixou o clube.
Se transferiu para o Náutico, onde foi campeão pernambucano em 1960, quebrando um jejum de quase seis anos da equipe recifense de conquistas. Naquele ano, também foi considerado o melhor jogador do campeonato estadual.
No ano seguinte, chegou ao Bahia, onde foi bicampeão baiano em 1961 e 1962 e vice-campeão da Taça Brasil de 1961. O fato de se machucar constantemente, fez com que perdesse espaço no time para Didico.
Parou de jogar precocemente aos 25 anos, a pedido da esposa, quando decidiram se casar.

### Títulos
Náutico
- Campeonato Pernambucano: 1960

Bahia
- Campeonato Baiano: 1961, 1962

Individuais
- Melhor jogador do Campeonato Pernambucano: 1960[3]